# بلانش آنجو
بلانش آنجو (انگلیسی: Blanche of Anjou؛ 1280 – ۱۴ اکتبر ۱۳۱۰) ملکه آراگون و دومین همسر جیمز دوم آراگون و دختر شارل دوم ناپل و همسرش ماریا بود. وی عضو دودمان کاپتی آنژو و معروف به بلانش ناپل بود.